# Csandígarh

Csandígarh helye Indiában

Csandígarh (pandzsábi nyelven: ਚੰਡੀਗੜ੍ਹ, hindi nyelven: चंडीगढ़),  más néven A gyönyörű város India egyik városa, két állam: Pandzsáb és Harijána államok fővárosa.

## A város tervezése

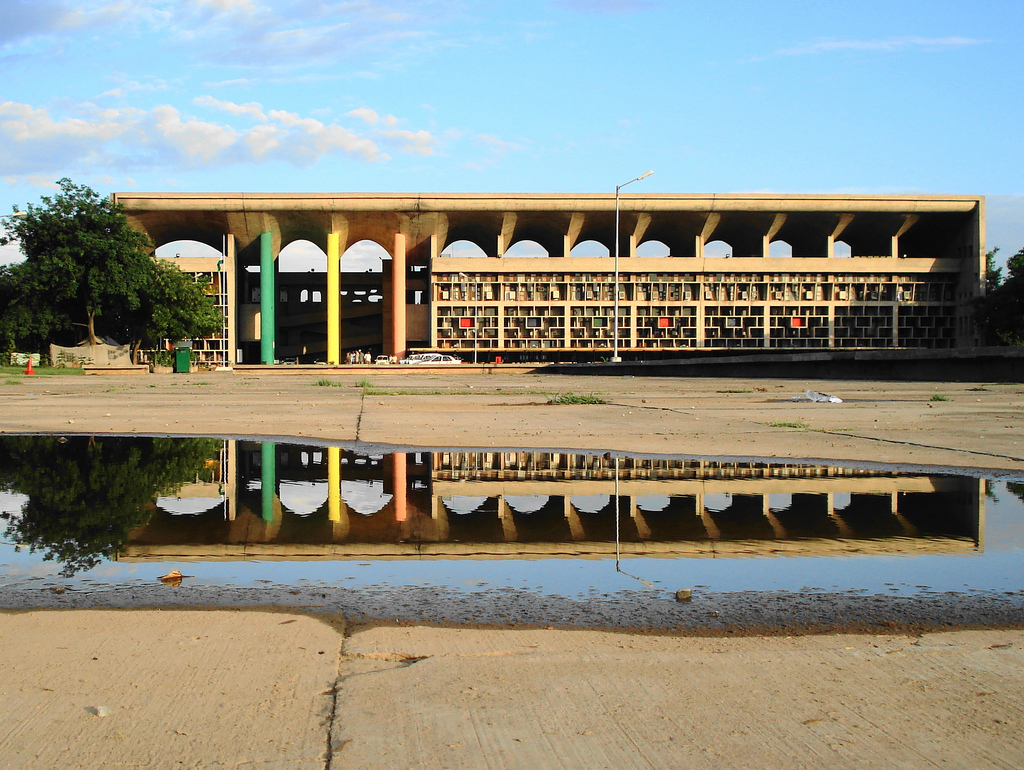
Le Corbusier által tervezett csandígarhi Igazságügyi Palota

Csandígarh egyike a világ oly kevés mesterségesen tervezett városának. A várostervek Le Corbusier, Maciej Nowicki és Albert Mayer 1950-es években született elgondolásait tükrözik. A város kb. 1 km²-es szektorokra van felosztva sakktáblaszerűen. Az eredeti elgondolás szerint minden egyes szektor egy-egy önálló szomszédsági egységként működik. Az 1-es számú szektorban találhatók a legfőbb állami hivatalok: Pandzsáb és Harjana államok nemzetgyűlése, valamint a legfelsőbb bíróság épülete. Ezeket a hivatalokat Le Corbusier saját maga tervezte, míg a lakóépületeket számos munkatársa moduláris típustervek formájában alkotta meg.

## Képzés
Panjab University itt székel.